# Catalogo di servizi
Nel campo della tecnologia dell'informazione (IT), un catalogo di servizi è una raccolta organizzata e curata di servizi aziendali di carattere informativo all'interno di un'impresa.
I cataloghi di servizi sono strumenti di gestione della conoscenza che designano esperti in materia, noti anche con il termine inglese subject-matter expert (SME), i quali rispondono a domande e richieste relative al servizio elencato. Per la gestione di tali richieste si ricorre a strumenti dedicati, tra cui il Service Request Management (SRM).
I servizi nel catalogo sono generalmente molto ripetibili e hanno input, output e procedure controllate. I cataloghi dei servizi consentono alla leadership di suddividere l'impresa in unità operative altamente strutturate e più efficienti, note anche come "impresa orientata ai servizi". 
Il catalogo di servizi IT è stato definito da ITIL nel suo libro Service Design come un elenco esaustivo di servizi esclusivamente IT che un'organizzazione fornisce o offre ai propri dipendenti o clienti. Il catalogo è l'unica parte del portafoglio di servizi (Service Portfolio) che viene pubblicata per i clienti e viene utilizzata per supportare la vendita e/o l'erogazione di servizi IT.